# Jevhen Chačeridi
Jevhen Hryhorovyč Chačeridi (in ucraino Євген Григорович Хачеріді?; traslitterazione anglosassone Yevhen Khacheridi; Melitopol', 28 luglio 1987) è un calciatore ucraino, di origini greche, difensore dello Šturm Ivankiv.

## Carriera

### Nazionale
Ha esordito con la nazionale ucraina il 10 ottobre 2009, contro l'Inghilterra.
Viene convocato per il campionato d'Europa 2016 in Francia.

## Palmarès

### Club

#### Competizioni nazionali
- Campionato ucraino: 3

Dinamo Kiev: 2008-2009, 2014-2015, 2015-2016
- Coppa d'Ucraina: 2

Dinamo Kiev: 2013-2014, 2014-15
- Supercoppa d'Ucraina: 3

Dinamo Kiev: 2009, 2011, 2016
- Campionato greco: 1

PAOK: 2018-2019
- Coppa di Grecia: 1

PAOK: 2018-2019
- Supercoppa di Bielorussia: 1

Dinamo Brest: 2020